# Vatikanische Post
Die Vatikanische Post (italienisch Poste Vaticane) ist die Staatspost der Vatikanstadt.

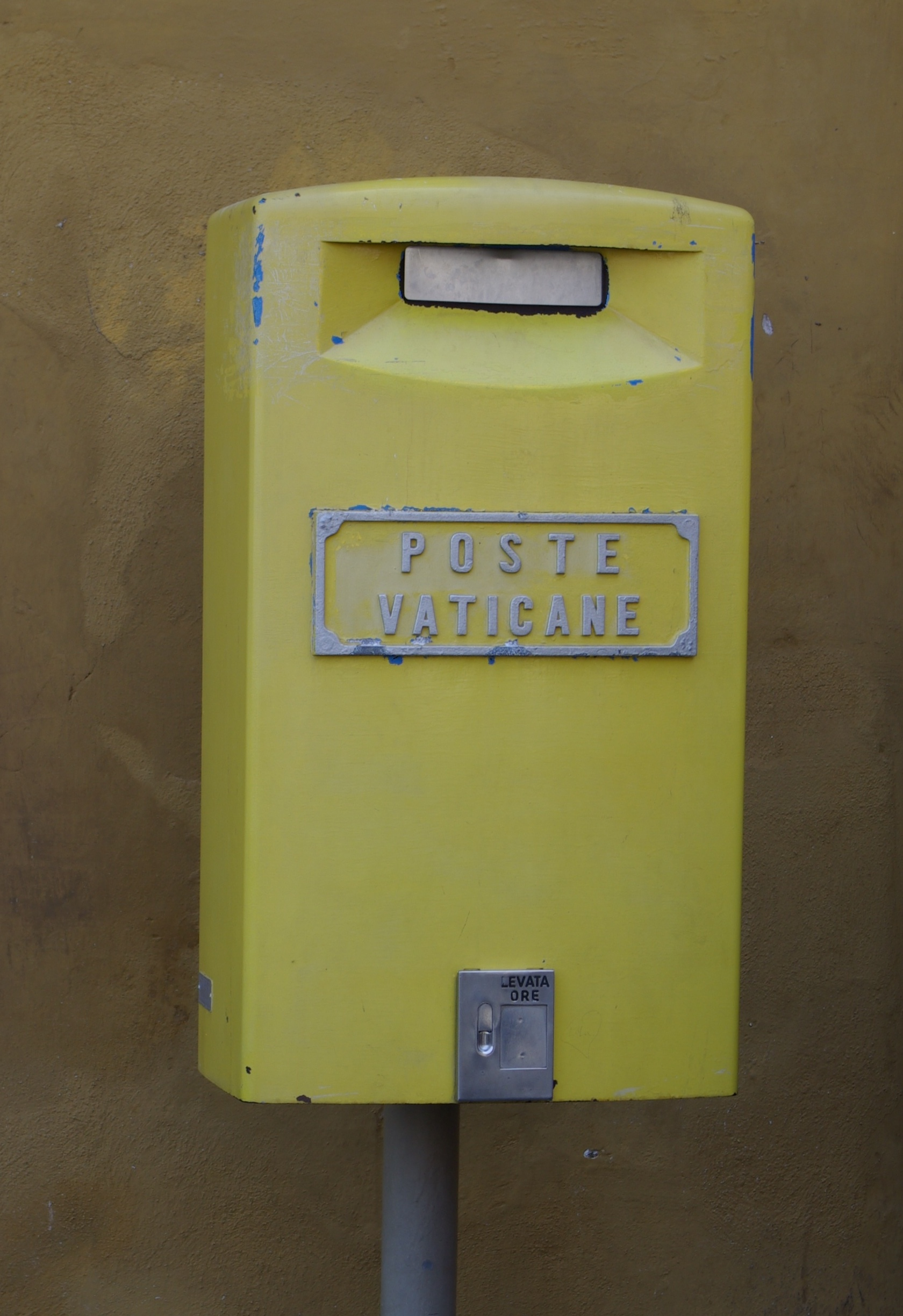
Briefkasten der Poste Vaticane

Die Poste Vaticane untersteht der „Direktion für Telekommunikation im Governatorat des Staates der Vatikanstadt“ und ist sowohl für die Postzustellung im Vatikan als auch für die Weiterleitung der aufgegebenen Postsendungen zum internationalen Postverkehr zuständig.
Die Organisation gibt eigene Briefmarken heraus, die jedoch nur in deren Zuständigkeitsbereich Gültigkeit besitzen. Dieser erstreckt sich neben dem Territorium der Vatikanstadt auch auf die exterritorialen Besitztümer des Heiligen Stuhls in Italien. Somit sind beispielsweise die päpstliche Sommerresidenz in Castel Gandolfo, die Bischofskirche San Giovanni in Laterano (Rom) oder die Basilika Sankt Paul vor den Mauern (bei Rom) dem vatikanischen Postwesen angeschlossen.

## Geschichte
Wenige Monate nach Abschluss der Lateranverträge am 11. Februar 1929 und der damit verbundenen Erlangung der politischen und territorialen Souveränität des Staates Vatikanstadt trat der Vatikan am 1. Juni 1929 dem Weltpostverein bei, dem er bis heute angehört.

## Postämter

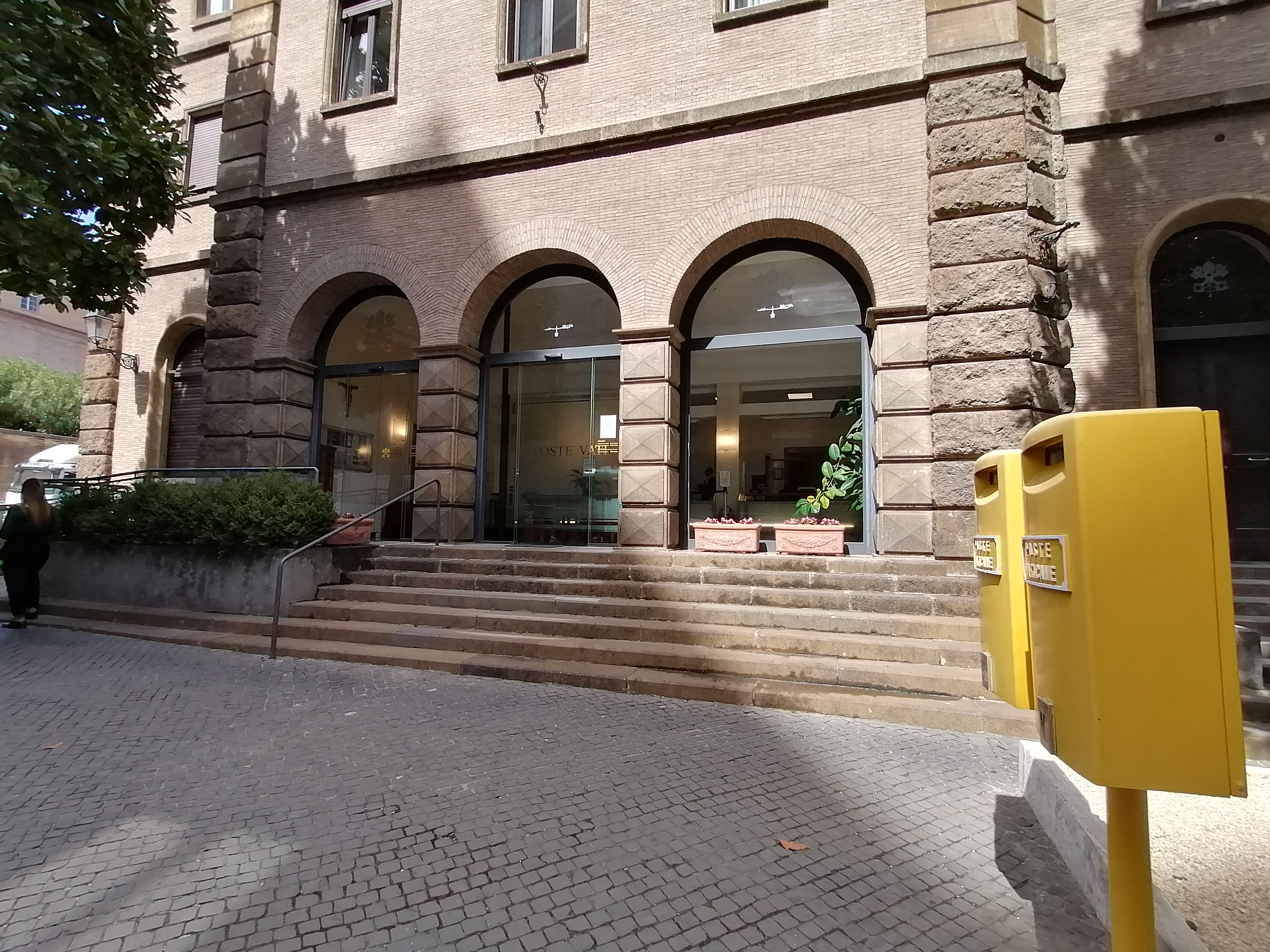
Hauptpostamt innerhalb des Sant'Anna-Tors

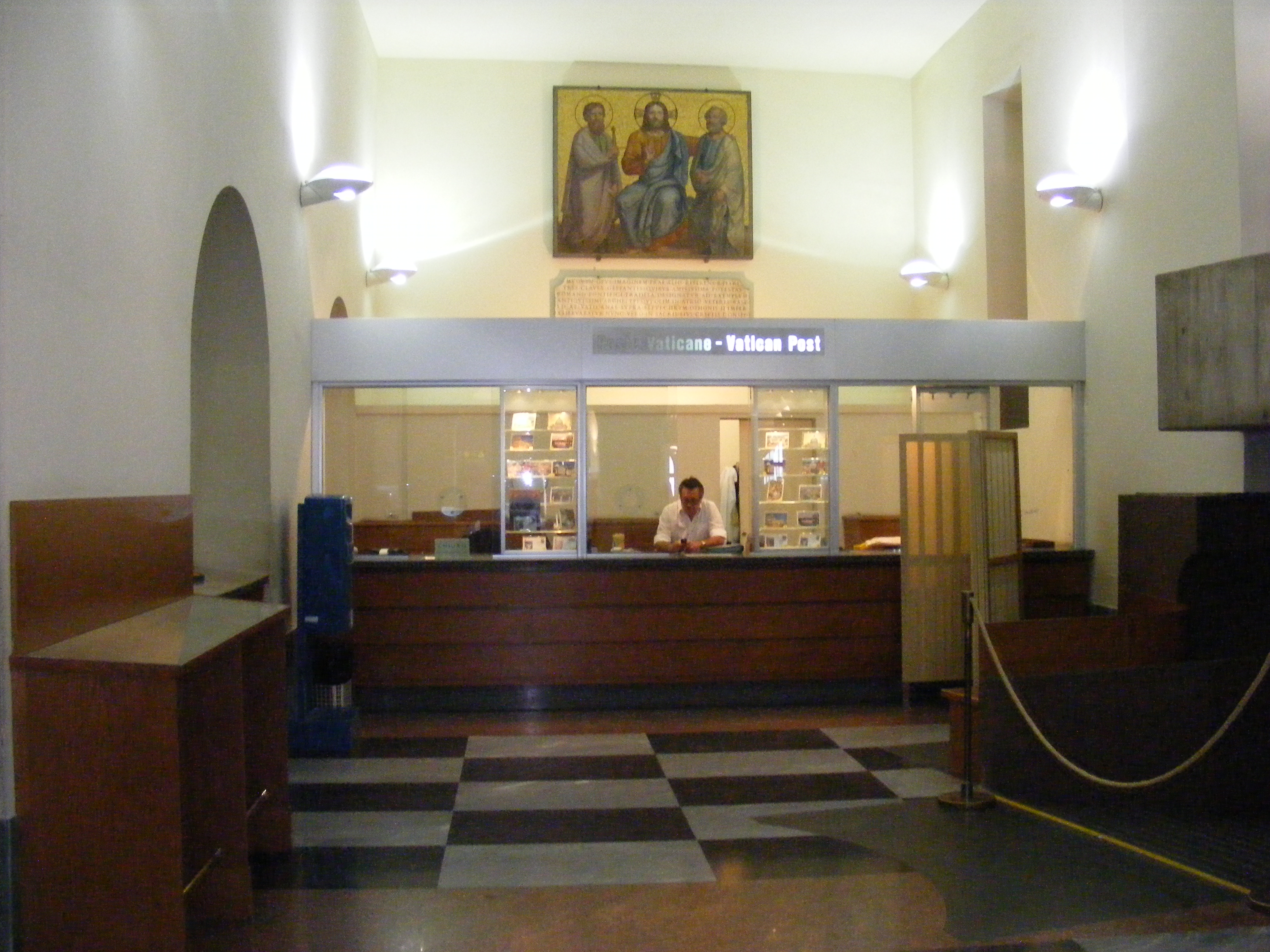
Schalter des Vatikanischen Postamtes in den Vatikanischen Museen

Für die Öffentlichkeit sind insgesamt drei vatikanische Postämter zugänglich. Zwei von ihnen befinden sich direkt am Petersplatz jeweils am Ende der Kolonnaden. Darüber hinaus ist eine Postfiliale im Vatikanischen Museum für die Allgemeinheit geöffnet. Außerhalb der Öffnungszeiten können auch die Briefkästen der Poste Vaticane am Petersplatz genutzt werden, ebenso wie die Briefkästen der Poste Vaticane von San Giovanni in Laterano oder der Basilika Sankt Paul vor den Mauern.

## Briefmarken
Aufgrund ihrer geographischen Limitierung sind Briefmarken der Poste Vaticane bei Pilgern und Touristen sehr beliebt. Auch viele Philatelisten schätzen dieses Sammelgebiet.

## Porto
Die Porti richten sich nach den entsprechenden Tarifen der italienischen Post. Beim Versand von Wertgegenständen oder verbrauchssteuerpflichtigen Waren (Alkohol, Tabakwaren, Parfüms, Kaffee) mit den Poste Vaticane ist zu beachten, dass der souveräne Staat Vatikanstadt nicht Mitglied der Europäischen Union ist und der Vatikan auch nicht, wie z. B. vergleichbare Zwergstaaten (Monaco, Andorra, San Marino), über Sonderabkommen der EU-Zollunion angehört. Somit stellt der Vatikan ein so genanntes Drittland dar, weshalb der Postverkehr zwischen dem Vatikan und der Bundesrepublik Deutschland bzw. Österreich der Überwachung durch den Zoll unterliegt. Da Italien hingegen der EU angehört, unterliegen Postsendungen von Italien nach Deutschland oder Österreich im Regelfall nicht der zollamtlichen Behandlung. Somit wäre bei Versendungen von Wertgegenständen oder verbrauchssteuerpflichtigen Waren nach Deutschland und Österreich zur Vermeidung von Einfuhrabgaben die italienische Post der Poste Vaticane vorzuziehen.